# Luis de Brézé
Luis de Brézé (1463 - castillo de Anet, Eure-et-Loir, 23 de julio de 1531), Gran Senescal de Normandía, conde de Maulévrier, vizconde de Bec-Crespin y de Marny y señor de Anet, nieto de Carlos VII de Francia a través de una de sus hijas bastardas, Carlota de Valois, nacida de su relación con la amante real Agnès Sorel.

## Biografía

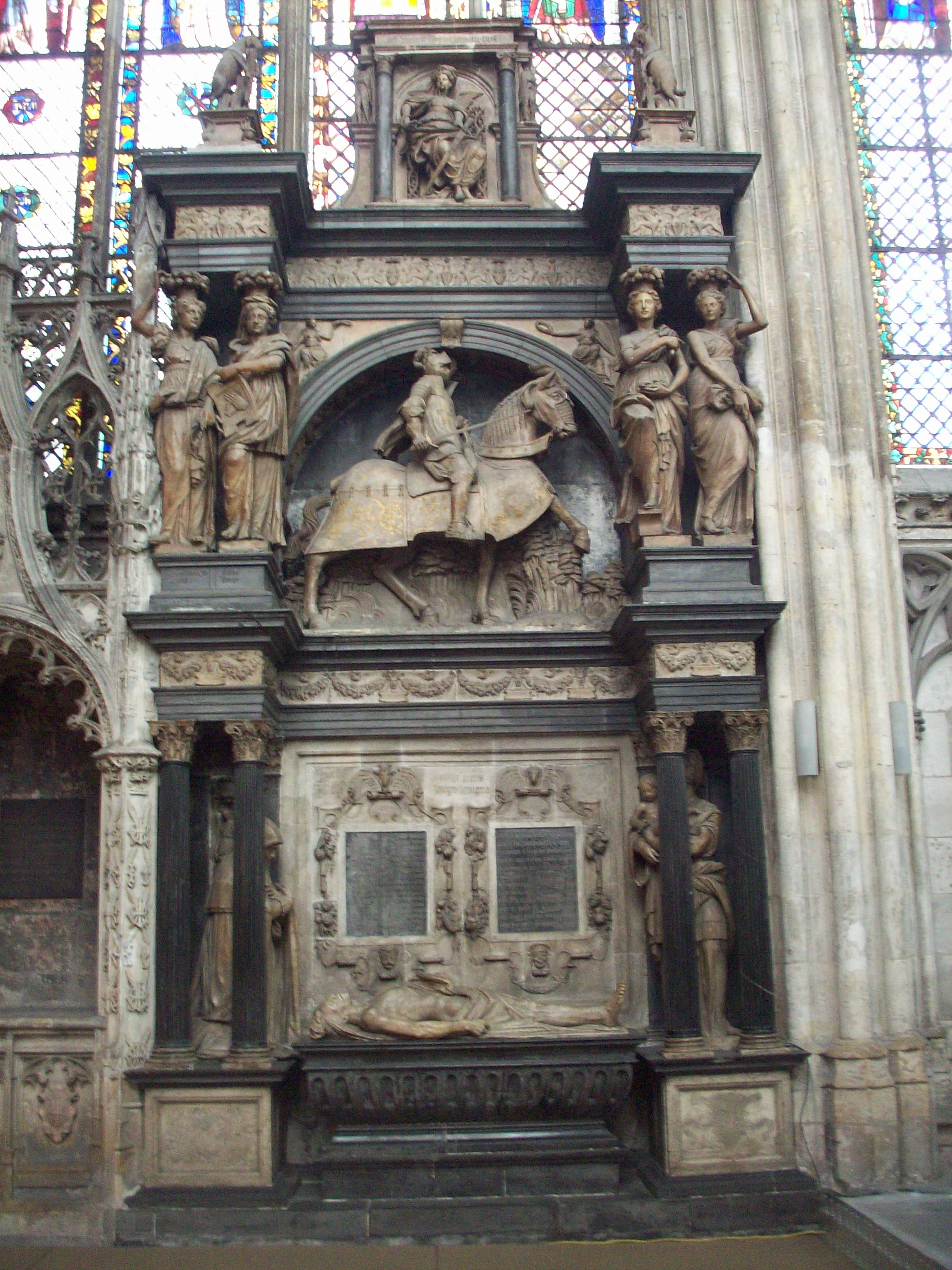
Tumba, en alabastro y mármol negro, representado como caballero y tránsido. Obra de Jean Goujon.

Hijo del Senescal de Normandía, Jacques de Poitiers, y de Carlota de Valois, desarrolló las funciones de Gran Senescal de Normandía desde 1494 a 1499.
Contrajo matrimonio en 16 de abril de 1515, en París, con la hija del conde de Saint-Vallier y vizconde de Estoiles, la bella Diana de Poitiers, que pasaría luego a la historia por ser amante y poderosa influencia del rey Enrique II de Francia. Con ella, tuvo dos hijas:
- Francisca de Brézé (1518-1574), condesa de Maulévrier, baronesa de Mauny y de Sérignan. Casada con Roberto IV de La Marck, príncipe de Sedán, duque de Bouillon y conde de Braine.
- Luisa de Brézé (1521-1577), dama de Anet, casada con Claudio de Guisa, duque de Aumale y marqués de Mayenne.

Luis falleció en 1531 en el castillo de Anet y su viuda mandó construir para él una tumba, obra del escultor Jean Goujon en la catedral de Ruan, donde está enterrado.